# Cronologia da Segunda Coligação
Os acontecimentos históricos apresentados nesta Cronologia da Segunda Coligação referem-se tanto à atividade política como militar. Para efeitos de melhor compreensão do conjunto dos acontecimentos, foram também incluídos outros fatos contemporâneos da Segunda Coligação, tais como os desembarques ou tentativas de desembarque na Irlanda e a Campanha do Egito.

## 1798
- 25 de Janeiro – Incursão em Mannheim; vitória das tropas francesas sobre as tropas da Baviera.
- 20 de Maio – Combates em Ostende e capitulação das forças britânicas perante os Franceses.
- 11 de Junho – Capitulação de Malta perante as forças francesas em viagem para o Egito.
- 1 de Julho – Início do desembarque francês no Egito.
- 21 de Julho – Batalha das Pirâmides; vitória dos Franceses sobre os Egípcios.
- 1 de Agosto – Batalha Naval de Abuquir ou Batalha do Nilo; vitória dos Britânicos sobre os Franceses
- 27 de Agosto – Combate de Castlebar (Irlanda); vitória da força expedicionária francesa sobre os Britânicos.
- 8 de Setembro - Combate de Ballinamuk (Irlanda); vitória dos Britânicos sobre a força expedicionária francesa.
- 12 de Outubro – Combates navais entre Franceses e Britânicos, ao largo da ilha de Tory (Irlanda); vitória britânica.
- 9 de Novembro – Captura da ilha de Minorca pelos Britânicos.
- 25 de Novembro – Combates em Fermo (Itália Central) entre tropas francesas e napolitanas; vitória francesa; esta foi a primeira ação militar em Itália durante o ano de 1798; ocorreu durante a invasão da República Romana pelas tropas do Reino de Nápoles.
- 29 de Dezembro – Formação da Segunda Coligação[nota 1].

## 1799
- 2 de Março – Capitulação da guarnição francesa em Corfu (ilha na entrada do Mar Adriático) perante as tropas russas e turcas.
- 25 de Março – Batalha de Stockach (Sudoeste da Alemanha); vitória dos Franceses sobre os Austríacos. Combates em Tauffers (Tirol) e em Nauders (Sudoeste da Áustria); vitórias dos Franceses sobre os Austríacos.
- 5 de Abril – Batalha de Magnano (Noroeste de Itália); vitória dos Austríacos sobre os Franceses.
- 8 de Abril a 28 de Julho – Bloqueio, cerco e captura de Mântua; vitória dos Austríacos sobre os Franceses e seus aliados.
- 21 de Abril – Capitulação de Brescia (Norte de Itália); vitória dos Austríacos e Russos sobre os Franceses.
- 27/28 de Abril – Batalha de Cassano (Noroeste de Itália) entre forças francesas e austro-russas; vitória austro-russa.
- 21 de Maio – Levantamento do Cerco de Acre (Síria otomana) que tinha começado a 17 de Março; fracasso das forças francesas.
- 24 de Maio – Capitulação de Ferrara (Itália) e de Ravena (Itália); capitulação de Milão que se encontrava bloqueada desde 30 de Abril; vitórias dos Austríacos sobre os Franceses.
- 4-7 de Junho – Primeira Batalha de Zurique; vitória dos Austríacos sobre os Franceses.
- 11-20 de Junho – Cerco e captura de Turim; vitória austríaca sobre os Franceses.
- 14-15 de Junho – Capitulação de Nápoles; vitória britânica sobre os Franceses.
- 17-20 de Junho – Batalha do Rio Trébia (Itália); vitória austro-russa sobre os Franceses.
- 20 de Junho – Batalha de Cassina Grossa (Também conhecida como Batalha de San Giuliano – Itália); vitória dos Franceses sobre os Austríacos.
- 29 de Junho a 11 de Julho – cerco e capitulação do Forte de São Elmo, Nápoles; vitória dos Aliados sobre os Franceses.
- 28 de Julho – Capitulação de Cápua (Itália); vitória dos Aliados sobre os Franceses.
- 29 de Julho – Capitulação de Mântua (Itália); vitória dos Austríacos sobre os Franceses e seus aliados.
- 1 de Agosto – Capitulação de Gaëta (Itália); vitória anglo-napolitana sobre os Franceses.
- 5 de Agosto a 11 de Setembro – Cerco e captura de Tortona (Itália); vitória austríaca sobre os Franceses.
- 15 de Agosto – Batalha de Novi (Itália); vitória austro-russa sobre os Franceses.
- 27 de Agosto – Desembarque britânico na Holanda (República Batava), sob comando do Duque de York; combates em Groët-Keeten; vitória dos Britânicos sobre as tropas da República Batava.
- 19 de Setembro – Batalha de Bergen; vitória das forças francesas e batavas sobre as forças russas e britânicas.
- 25-26 de Setembro – Segunda Batalha de Zurique.
- 2 de Outubro – Batalha de Egmond-aan-Zee; vitória anglo-russa sobre as forças francesas e batavas.
- 6 de Outubro – Batalha de Castricum; vitória das forças francesas e batavas sobre as tropas anglo-russas.
- 9 de Outubro – Napoleão Bonaparte desembarca em França.
- 4 de Novembro – Batalha de Genola; vitória austríaca sobre os Franceses.
- 9-10 de Novembro – Golpe de Estado do 18 de brumário; abolição do Diretório; Início do Consulado.
- 19 de Novembro – O Duque de York retira as tropas da República Batava.

## 1800
- 14 de Março - Eleição do Papa Pio VII.
- 5 de Abril – Início da ofensiva austríaca no Norte de Itália.
- 20 de Abril a 4 de Junho - Cerco e capitulação de Génova; vitória anglo-austríaca sobre os Franceses.
- 21 de Abril a 15 de Maio – Cerco e capitulação de Savona; vitória dos Austríacos sobre os Franceses.
- 3 de Maio – Batalha de Engen e Stockach[nota 2].
- 5 de Maio – Batalha de Mösskirch (sudoeste da Alemanha, Estado de Baden); vitória dos Franceses sobre os Austríacos.
- 15 de Maio – Início da travessia dos Alpes pelo Exército de Reserva sob o comando de Napoleão Bonaparte.
- 19 de Maio a 5 de Junho – Cerco e capitulação de Forte Bard; vitória francesa sobre os Austríacos.
- 5 de Junho – Capitulação de Forte Bard.
- 9 de Junho – Batalha de Montebello[nota 3]; vitória dos Franceses sobre os Austríacos
- 14 de Junho – Batalha de Marengo; vitória dos Franceses sobre os Austríacos.
- 19 de Junho – Batalha de Höchstädt; vitória das forças francesas sobre as forças austríacas.
- 28 de Julho – Preliminares de paz entre a Áustria e a França.
- 5 de Setembro – Captura de Malta pelos Britânicos.
- 7 de Outubro – Terceiro Tratado de Santo Idelfonso.
- 5 de Novembro – Reinício das hostilidades entre a Áustria e a França.
- 3 de Dezembro – Batalha de Hohenlinden; vitória dos Franceses sobre os Austríacos e da Baviera.
- 18 de Dezembro – Formação da Segunda Liga da Neutralidade Armada.
- 25-26 de Dezembro – Batalha do Rio Mincio (nordeste italiano); vitória dos Franceses sobre os Austríacos.

## 1801
- 15 de Janeiro - A Áustria e a França assinam o Armistício de Treviso.
- 9 de Fevereiro – Assinatura do Tratado de Lunéville.
- 23 de Março – Assassinato do Czar Paulo I da Rússia. Alexandre I é o novo czar.
- 2 de Abril – Batalha Naval de Copenhaga.
- 20 de Maio – Invasão de Portugal pelas tropas espanholas; início da Guerra das Laranjas; capitulação das praças de Olivença e Juromenha.
- 21 de Maio a 7 de Junho – Cerco e capitulação de Campo Maior; vitória das forças espanholas sobre a guarnição portuguesa.
- 3 de Junho – Combate de Flor da Rosa; vitória das forças espanholas sobre os Portugueses.
- 8 de Junho – Assinatura dos Tratado de Badajoz entre Portugal e a Espanha e entre Portugal e a França.
- 14 de Junho – Ratificação do Tratado de Badajoz (Portugal-Espanha) pelo príncipe regente D. João de Portugal.
- 5 de Julho - Ratificação do Tratado de Badajoz (Portugal-Espanha) pelo rei Carlos IV de Espanha.
- 6 de Julho – Primeira Batalha Naval de Algeçiras.
- 13 de Julho – Segunda Batalha Naval de Algeçiras.
- 15 de Julho – Assinada a Concordata entre França e Roma.
- 14 de Setembro – Os Franceses retiram-se do Egito.
- 29 de Setembro – Assinatura do Tratado de Madrid, entre Portugal e França; foi ratificado pela França a 7 de Outubro e por Portugal a 28 desse mês.
- 1 de Outubro – Assinatura dos acordos preliminares de Amiens.

## 1802
- 25 de Março – Assinatura do Tratado de Amiens.